# MPLAB
MPLAB és un entorn integrat de desenvolupament de programari (IDE) en aplicacion incrustades específiques per a microcontroladors tipus PIC de la casa Microchip Technology. MPLAB és un compilador/enllaçador per a microcontroladors de 8,16 i 32 bits.
MPLAB is designed to work with MPLAB-certified devices such as the MPLAB ICD 3 and MPLAB REAL ICE, for programming and debugging PIC microcontrollers using a personal computer. PICKitprogrammers are also supported by MPLAB.

## Eines de depuració
MPLAB està dissenyat per a treballar conjuntament amb depuradors (debugger) i programadors certificats per Microchip tals com :

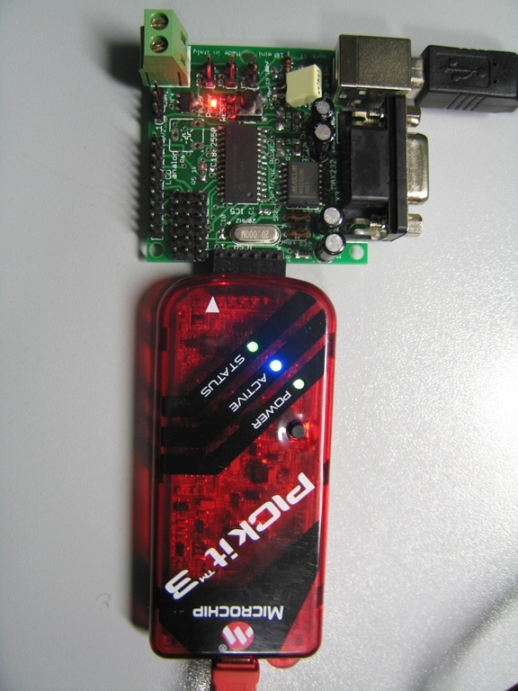
Fig.1 PICkit 3 : eina de programació i emulació.

- Fig.1 PICkit 3 : eina de programació i emulació.MPLAB ICD 2, 3 i 4.
- MPLAB REAL ICE.
- PicKit 2 i 3.

| Nom      | Versió | Dispositius suportats                                   | Connexió a PC           | Traces de depurat    |
| -------- | ------ | ------------------------------------------------------- | ----------------------- | -------------------- |
| ICD      | 2      | PIC10, PIC12, PIC16, PIC18, dsPIC, rfPIC i PIC32        | RS232/USB 2             | no                   |
| ICD      | 3      | PIC10, PIC12, PIC16, PIC18, dsPIC, rfPIC i PIC32        | USB 2                   | no                   |
| ICD      | 4      | PIC12, PIC16, PIC18, dsPIC, rfPIC, PIC24 i PIC32        | USB 3                   | sí                   |
| REAL ICE | -      | PIC10, PIC12, PIC16, PIC18, dsPIC, rfPIC, PIC24 i PIC32 | USB 2                   | sí                   |
| PICkit   | 2,3    | PIC10, PIC12, PIC16, PIC18, dsPIC, rfPIC i PIC32        | USB 2 (baixa velocitat) | no                   |
| PICkit   | 4      | PIC10, PIC12, PIC16, PIC18, dsPIC, rfPIC, PIC32 i DSC   | USB 2 (alta velocitat)  | sí (interfície JTAG) |

## Versions
| Nom       | Versió              | Estatus                                                   | Compiladors suportats | Sistema Operatiu suportat           |
| --------- | ------------------- | --------------------------------------------------------- | --- | ----------------------------------- |
| MPLAB 8.x | 8.92 2013           | Encara disponible però no reconanable per a nous dissenys | - MPLAB MPASM Assembler - MPLAB ASM30 Assembler - MPLAB C Compiler for PIC18 - MPLAB C Compiler for PIC24 and dsPIC DSCs - MPLAB C Compiler for PIC32 - HI-TECH C                                                                   | Microsoft Windows                   |
| MPLAB X   | 4.0.1 setembre 2017 | Actual                                                    | - MPLAB XC8 — C compiler for 8-bit PIC devices - MPLAB XC16 — C compiler for 16-bit PIC devices - MPLAB XC32 — C/C++ compiler for 32-bit PIC devices - HI-TECH C — C compiler for 8-bit PIC devices - SDCC — open-source C compiler | Microsoft Windows, Mac OS X i Linux |

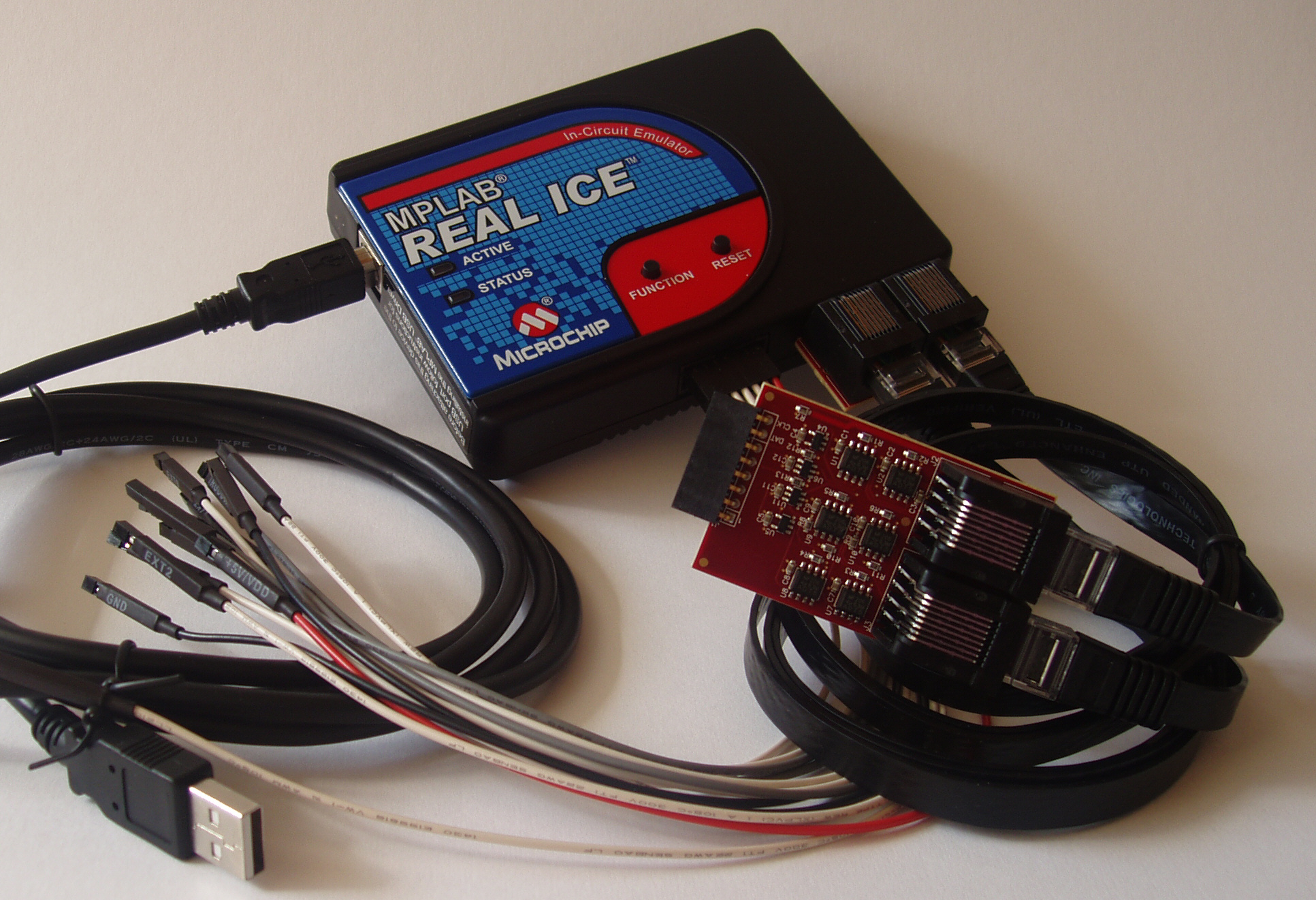
Fig.2 REAL ICE : eina de programació i emulació.